# باباشاة احمد (مقاطعة دالاهو)
باباشاة احمد (بالفارسية: باباشاه احمد) هي قرية تقع في كرمانشاه في إيران. يقدر عدد سكانها بـ 100 نسمة بحسب إحصاء 2016.